# Jury Chechi
Jury Dimitri Chechi, conhecido internacionalmente por Yuri Chechi, (Prato, 11 de outubro de 1969) foi um competidor da ginástica artística, representante da Itália, que competiu entre os anos de 1985 e 2004, retirando-se em definitivo das competições aos 35 anos de idade, após o encerramente dos Jogos Olímpicos de Atenas.
Yuri é bi-medalhista em Olimpíadas, hepta medalhista em campeonatos mundiais e hexa medalhista em campeonatos europeus. Por suas conquistas, Yuri ainda é tido como o melhor ginasta italiano desde a década de 1960.

## Carreira
O nome de Chechi teve origem no astronauta russo-soviético Iuri Gagarin. Quando criança, o menino tinha o perfil baixo e franzino, pouco valorizado para a prática esportiva. Sua irmã, no entanto, o levou a uma apresentação gímnica, no Etruria Prato e o resultado fora um menino apaixonado pelo desporto, que conseguiu ser matriculado nas aulas da modalidade, junto à inscrição de sua irmã. Em 1977, aos oito anos, veio sua primeira vitória, no reginal Campeonato Toscano, e sete anos mais tarde, Yuri entrou para a equipe nacional júnior de Varese, começando a treinar na Sociedade Ginástica de Varese, no intuito de especializar-se na prova das argolas .
De 1989 a 1995, sob os treinamentos de Bruno Franceschetti, Yuri venceu seis títulos consecutivos nos campeonatos nacionais italiano, venceu os Jogos do Mediterrâneo, os Jogos Universitários, quatro títulos europeus e cinco títulos mundiais, todos em seu aparelho principal. Por conta dessas vitórias, Chechi ganhou o apelido de Signore degli Anelli– O Senhor dos Anéis, referindo-se ao aparelho propriamente dito, em uma paráfrase ao livro do escritor de quem Yuri é fã – Tolkien 
. Contudo, os jornalistas italianos nomearam mais dois ginastas com este apelido – o búlgaro Jordan Jovtchev e o grego Dimosthenis Tampakos. Durante esses seis anos, Yuri foi considerado o favorito nas provas das argolas. Contudo, nos Jogos Olímpicos de Barcelona, em 1992, uma lesão – rompimento do tendão de aquiles – adquirida durante uma sessão de treinamento, o impediu de participar. Todavia, Chechi fora a Barcelona para comentar as provas de ginástica artística masculina em um programa de televisão italiano. De volta à Itália e recuperado, no ano seguinte, ele voltou a vencer as provas das argolas, tanto no Campeonato Mundial, quanto no Campeonato Italiano.
Em 1996, deram-se as Olimpíadas de Atlanta e no auge de sua forma, Yuri conquistou a medalha de ouro, a primeira desde 1964, com Menichelli, vencedor da prova do solo, nos Jogos de Tóquio. No ano seguinte, o ginasta italiano anuncia sua aposentadoria, revista dois anos mais tarde, na intenção de participar dos Jogos Olímpicos de Sydney, em 2000. Nesta edição, uma nova lesão – agora um rompimento no bíceps – o retirou da disputa durante sua preparação. Decidido a se afastar das competições em definitivo, Yuri não participa de nenhuma disputa durante quase três anos, retornando os treinamentos em 2003, para cumprir uma promessa – de razão pessoal – a seu pai.
No ano seguinte, nas Olimpíadas de Atenas - cujo desfile italiano fora aberto com o ginasta carregando a bandeira da nação – Yuri conquistou a medalha de bronze, atrás de Jovtchev e Tampakos, prata e ouro respectivamente. Enquanto ginasta, Chechi casou-se com Rosella, tendo com ela, dois filhos – Dimitri, nascido em 2003 e Nastasia, nascida em 2005. Atualmente, ele é conselheiro comunal em Prato, co-apresenta um programa no canal GXT e fora, em 2004, condecorado com a Ordem ao Mérito da República Italiana.

## Principais resultados
| Ano  | Evento                                    | AA                | Equipe          | Solo            | Cavalo com alças | Argolas           | Salto sobre o cavalo | Barras paralelas  | Barra fixa        |
| ---- | ----------------------------------------- | ----------------- | --------------- | --------------- | ---------------- | ----------------- | -------------------- | ----------------- | ----------------- |
| 1984 | Torneio Internacional de Alexandria       | 5º                |                 |                 |                  |                   |                      |                   |                   |
| 1986 | Campeonato Europeu Júnior                 | 7º                |                 |                 |                  |                   |                      |                   |                   |
| 1987 | Campeonato Italiano                       | Medalha de prata  |                 |                 |                  |                   |                      |                   |                   |
| 1987 | Jogos do Mediterrâneo                     | Medalha de prata  |                 |                 |                  | Medalha de prata  |                      | Medalha de ouro   | Medalha de bronze |
| 1987 | Campeonato Mundial de Ginástica Artística |                   |                 |                 |                  | 6º                |                      |                   |                   |
| 1988 | Copa Europeia                             |                   |                 |                 |                  | Medalha de ouro   |                      | Medalha de bronze |                   |
| 1989 | Copa Chunichi                             | Medalha de prata  |                 |                 |                  |                   |                      |                   |                   |
| 1989 | Campeonato Mundial de Ginástica Artística |                   |                 |                 |                  | Medalha de bronze |                      |                   |                   |
| 1989 | Campeonato Europeu                        |                   |                 |                 |                  | 4º                |                      |                   |                   |
| 1990 | Campeonato Europeu                        | Medalha de bronze |                 |                 |                  | Medalha de ouro   |                      |                   |                   |
| 1991 | Jogos do Mediterrâneo                     | Medalha de ouro   |                 | Medalha de ouro | Medalha de ouro  | Medalha de ouro   |                      |                   | Medalha de ouro   |
| 1991 | Campeonato Italiano                       | Medalha de ouro   |                 | Medalha de ouro | Medalha de ouro  | Medalha de ouro   |                      |                   | Medalha de ouro   |
| 1991 | Campeonato Mundial de Ginástica Artística |                   |                 |                 |                  | Medalha de bronze |                      |                   |                   |
| 1992 | Campeonato Europeu                        |                   |                 |                 |                  | Medalha de prata  |                      |                   |                   |
| 1992 | Copa Italiano                             | Medalha de ouro   |                 | Medalha de ouro | Medalha de prata | Medalha de ouro   |                      | Medalha de ouro   |                   |
| 1993 | Copa Chunichi                             |                   |                 |                 |                  | Medalha de ouro   |                      |                   |                   |
| 1993 | Jogos Universitários                      |                   |                 |                 |                  | Medalha de ouro   |                      |                   |                   |
| 1993 | Campeonato Mundial de Ginástica Artística |                   |                 |                 |                  | Medalha de ouro   |                      |                   |                   |
| 1993 | Campeonato Italiano                       | Medalha de ouro   |                 |                 | Medalha de ouro  |                   |                      |                   |                   |
| 1994 | Campeonato Europeu                        |                   |                 |                 |                  | Medalha de ouro   |                      |                   |                   |
| 1994 | Campeonato Mundial de Ginástica Artística |                   |                 |                 |                  | Medalha de ouro   |                      |                   |                   |
| 1995 | Campeonato Mundial de Ginástica Artística |                   |                 |                 |                  | Medalha de ouro   |                      |                   |                   |
| 1995 | Campeonato Italiano                       | Medalha de ouro   |                 |                 |                  | Medalha de ouro   |                      | Medalha de ouro   |                   |
| 1996 | Campeonato Mundial de Ginástica Artística |                   |                 |                 |                  | Medalha de ouro   |                      |                   |                   |
| 1996 | Campeonato Europeu                        |                   |                 |                 |                  | Medalha de ouro   |                      |                   |                   |
| 1996 | Jogos Olímpicos                           |                   |                 |                 |                  | Medalha de ouro   |                      |                   |                   |
| 1997 | Jogos do Mediterrâneo                     |                   | Medalha de ouro |                 |                  | Medalha de ouro   |                      |                   |                   |
| 1997 | Campeonato Mundial de Ginástica Artística |                   |                 |                 |                  | Medalha de ouro   |                      |                   |                   |
| 1997 | Jogos Universitários                      |                   |                 |                 |                  | Medalha de ouro   |                      |                   |                   |
| 2004 | Jogos Olímpicos                           |                   |                 |                 |                  | Medalha de bronze |                      |                   |                   |